# Erik Gustaf Boström
Erik Gustaf Bernhard Boström (Estocolmo, 11 de fevereiro de 1842 – 21 de fevereiro de 1907) foi um político da Suécia. Ocupou o lugar de primeiro-ministro da Suécia nos períodos 1891-1900 e 1902-1905.
Boström iniciou o exército baseado no serviço militar obrigatório, e mandou construir a via férrea Gällivare - Riksgränsen.